# Patiriella inornata
Patiriella inornata är en sjöstjärneart som beskrevs av Livingstone 1933. Patiriella inornata ingår i släktet Patiriella och familjen Asterinidae. Inga underarter finns listade i Catalogue of Life.